# Беликовка
Беликовка (укр. Біликівка) — село в Супруновском сельсовете
Белопольского района в Сумской области на Украине.
Код КОАТУУ — 5920688202. Население по переписи 2001 года составляет 117 человек .

## Географическое положение
Село Беликовка находится на берегу реки Бобрик,
выше по течению на расстоянии в 2 км расположено село Бобрик,
ниже по течению на расстоянии в 2 км расположено село Владимировка (Недригайловский район).
На расстоянии до 1,5 км расположены сёла Супруновка, Старозинов и Першотравневое.